# Rivière Métabetchouane
Rivière Métabetchouane är ett vattendrag i Kanada.   Det ligger i provinsen Québec, i den östra delen av landet, 400 km nordost om huvudstaden Ottawa.
I omgivningarna runt Rivière Métabetchouane växer i huvudsak blandskog. Runt Rivière Métabetchouane är det mycket glesbefolkat, med 4 invånare per kvadratkilometer.